# 翁祖望
翁祖望，字渭公，浙江省杭州府錢塘縣（今浙江省杭州市）人，清朝政治人物、進士出身。

## 生平
順治三年（1646年）丙戌科浙江鄉試舉人。順治六年（1649年），登進士，改中書舍人、監察御史，巡按宣大等處。后任兵部主事。康熙五年，任山東鄉試副考官。